# Сенкуте, Виктория
Виктория Сенкуте (лит. Viktorija Senkutė; род. 12 апреля 1996, Тракай, Вильнюсский уезд) — литовская гребчиха. Бронзовый призёр Олимпийских игр 2024 года в соревнованиях одиночек.

## Спортивная карьера

### Академическая гребля
В 2013 году Сенкуте приняла участие в чемпионате мира по академической гребле среди девушек до 18 лет, а уже пять лет спустя завоевала «бронзу» в парном разряде на чемпионате Европы по академической гребле до 23 лет.
После того как на чемпионате мира 2019 года Сенкуте заняла 29-е место, Литовская федерация гребли прекратила финансовую поддержку Виктории, что вынудило её временно переключиться с академической гребли на велоспорт. После избрания Миндаугаса Гришкониса в качестве нового президента Литовской федерации гребли Сенкуте вернулась в этот вид спорта.
Дойдя до финала на этапе Кубка мира в швейцарском Люцерне, Сенкуте получила право на участие в Олимпийских играх 2024 года в Париже. В финале она финишировала третьей и стала первой представительницей Литвы, завоевавшей медаль в одиночном гребле на Олимпийских играх.
По итогам 2024 года на Литовской национальной спортивной премии Сенкуте получила награду «Прорыв года», а также была номинирована на звание «Спортсменка года».

### Велосипедный спорт
Сенкуте, профессионально занимаясь велоспортом, в 2021 году заняла второе место на чемпионате Литвы в индивидуальной гонке и четвёртое — в групповой. В том же году приняла участие в индивидуальной гонке на чемпионате Европы по шоссейному велоспорту.

## Личная жизнь
В 15-летнем возрасте, после того, как по ночам у Виктории Сенкуте начались судороги, ей была диагностирована фокальная, или частичная, эпилепсия.
Виктория Сенкуте встречается с членом сборной Литвы байдарочником Симонасом Малдонисом.